# Ironman Portugal
Der Ironman Portugal ist eine erstmals am 23. Oktober 2021 in Cascais über die Ironman-Distanz (3,86 km Schwimmen, 180,2 km Radfahren und 42,195 km Laufen) ausgetragene Triathlon-Sportveranstaltung.

## Organisation

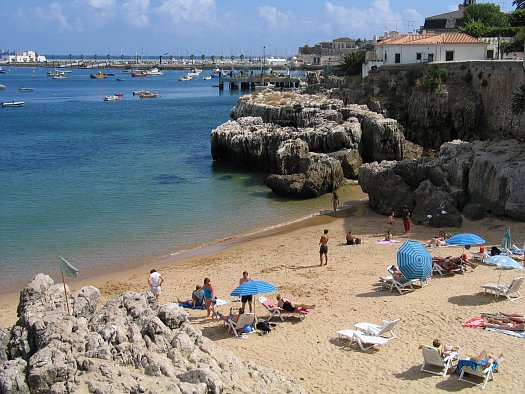
Strand bei Cascais

Der Ironman Portugal ist Teil der Ironman-Weltserie der World Triathlon Corporation (WTC). Das Rennen sollte parallel zum Ironman 70.3 Cascais ausgetragen werden. Eine erste für den 26. Oktober 2020 geplante Austragung musste im Zuge der Covid-19-Pandemie abgesagt werden.
Amateure haben hier in Cascais die Möglichkeit, sich für den Erwerb eines Startplatzes beim Ironman Hawaii zu qualifizieren, wozu 40 Qualifikationsplätze zur Verfügung stehen. Profi-Triathleten, die hier um die 40.000 US-Dollar Preisgeld kämpfen, können sich für den mit insgesamt 650.000 US-Dollar ausgeschriebenen Wettkampf in Hawaii über das Kona Pro Ranking System (KPR) qualifizieren.
In Portugal erhalten Sieger und Siegerin je 2000 Punkte, weitere Platzierte eine entsprechend reduzierte Punktzahl.

Zum Vergleich: Der Sieger auf Hawaii erhält 8000 Punkte, die Sieger in Frankfurt, Texas, Florianópolis, Cairns und Port Elizabeth jeweils 4000, bei den übrigen Ironman-Rennen entweder 1000 oder 2000 Punkte.
Am 21. Oktober 2023 war hier die dritte Austragung und es waren erstmals Profi-Athleten am Start.

## Siegerliste
| Datum/Jahr    | Männer                                  | Männer                                  | Männer                                  | Frauen                                  | Frauen                                  | Frauen                                  |
| Datum/Jahr    | Erster Platz                            | Zweiter Platz                           | Dritter Platz                           | Erster Platz                            | Zweiter Platz                           | Dritter Platz                           |
| ------------- | --------------------------------------- | --------------------------------------- | --------------------------------------- | --------------------------------------- | --------------------------------------- | --------------------------------------- |
| 18. Okt. 2025 |                                         |                                         |                                         |                                         |                                         |                                         |
| 19. Okt. 2024 | Fraser Minnican                         | Mathieu Merland                         | Quentin Amaral                          | Kyra Meulenberg                         | Lou Prigent                             | Eilidh Prise                            |
| 21. Okt. 2023 | Pieter Heemeryck (SR)                   | Dylan Magnien                           | Antonio Benito López                    | Marjolaine Pierré (SR)                  | Anne Reischmann                         | Oliva Mitchell                          |
| 15. Okt. 2022 | Lars Lomholt                            | Jari Claes                              | Steven Galibert                         | Floriane Jeannin                        | Helena Kotopulu                         | Annick Böhler                           |
| 23. Okt. 2021 | Jérémy Beaudi                           | Andreas Wittmann                        | Lee Williams                            | Stephanie Clutterbuck                   | Emily Freeman                           | Kristina Sendel                         |
| 26. Sep. 2020 | aufgrund der COVID-19-Pandemie abgesagt | aufgrund der COVID-19-Pandemie abgesagt | aufgrund der COVID-19-Pandemie abgesagt | aufgrund der COVID-19-Pandemie abgesagt | aufgrund der COVID-19-Pandemie abgesagt | aufgrund der COVID-19-Pandemie abgesagt |

(SR: Streckenrekord)